# Lasse Åberg
Lars Gunnar Åberg, meglio conosciuto con il diminutivo Lasse (Hofors, 5 maggio 1940), è un attore, regista, sceneggiatore e musicista svedese, vincitore del premio Guldbagge come miglior attore nel 1992.

## Biografia
Nacque in una famiglia operaia della provincia che si trasferì a Stoccolma quando Åberg aveva sei mesi. Dal 1960 al 1964 frequentò la Konstfack, istituto universitario della capitale. In quegli anni conobbe Ardy Strüwer con cui formò un duo comico che apparve in televisione in programma da loro scritto e condotto. Negli anni settanta si dedicò maggiormente al cinema.

## Filmografia parziale
- Den ofrivillige golfaren, regia di Lasse Åberg (1991)

## Premi e riconoscimenti
Guldbagge
1992 - Miglior attore - Den ofrivillige golfaren
2020 - Premio Guldbagge onorario